# Hell in Normandy
Testa di sbarco per otto implacabili (ook wel bekend als Hell in Normandy) is een Frans-Italiaanse oorlogsfilm uit 1968 met in de hoofdrol Guy Madison. De film is gebaseerd op de gebeurtenissen tijdens D-Day en is gefilmd op locatie in Normandië. De Amerikaanse versie van de film bevindt zich in het publiek domein.

## Rolverdeling
| Acteur                   | Personage         |
| ------------------------ | ----------------- |
| Guy Madison              | Jack Murphy       |
| Peter Lee Lawrence       | Strobel           |
| Erika Blanc              | Denise            |
| Philippe Hersent         | Aubernet          |
| Massimo Carocci          | Ryan              |
| George F. Salvage        |                   |
| Pierre Richard           | Doss              |
| Antonio Monselesan       |                   |
| Max Turilli              | Feldwebel Siedler |
| Giuseppe Castellano      |                   |
| Renato Pinciroli         | Denise's vader    |
| Luciano Lorcas           |                   |
| Paolo Magalotti          |                   |
| Guido Di Salvo           |                   |
| Gianni Pulone            |                   |
| Giovanni Ivan Scratuglia | officier          |
| Giuseppe Terranova       |                   |
| Sergio Testori           |                   |
| R. Mantovani             |                   |
| John Bartha              | Ted Bancroft      |
| William Conroy           | Duitse soldaat    |
| Tom Felleghy             | Voller            |
| Renato Pugluai           |                   |
| Michele Titov            |                   |
| Bill Vanders             | David             |